# Kantspelare

Kantspelarpositionerna visas på bilden ovan som två röda cirklar, märkta med LW och RW.

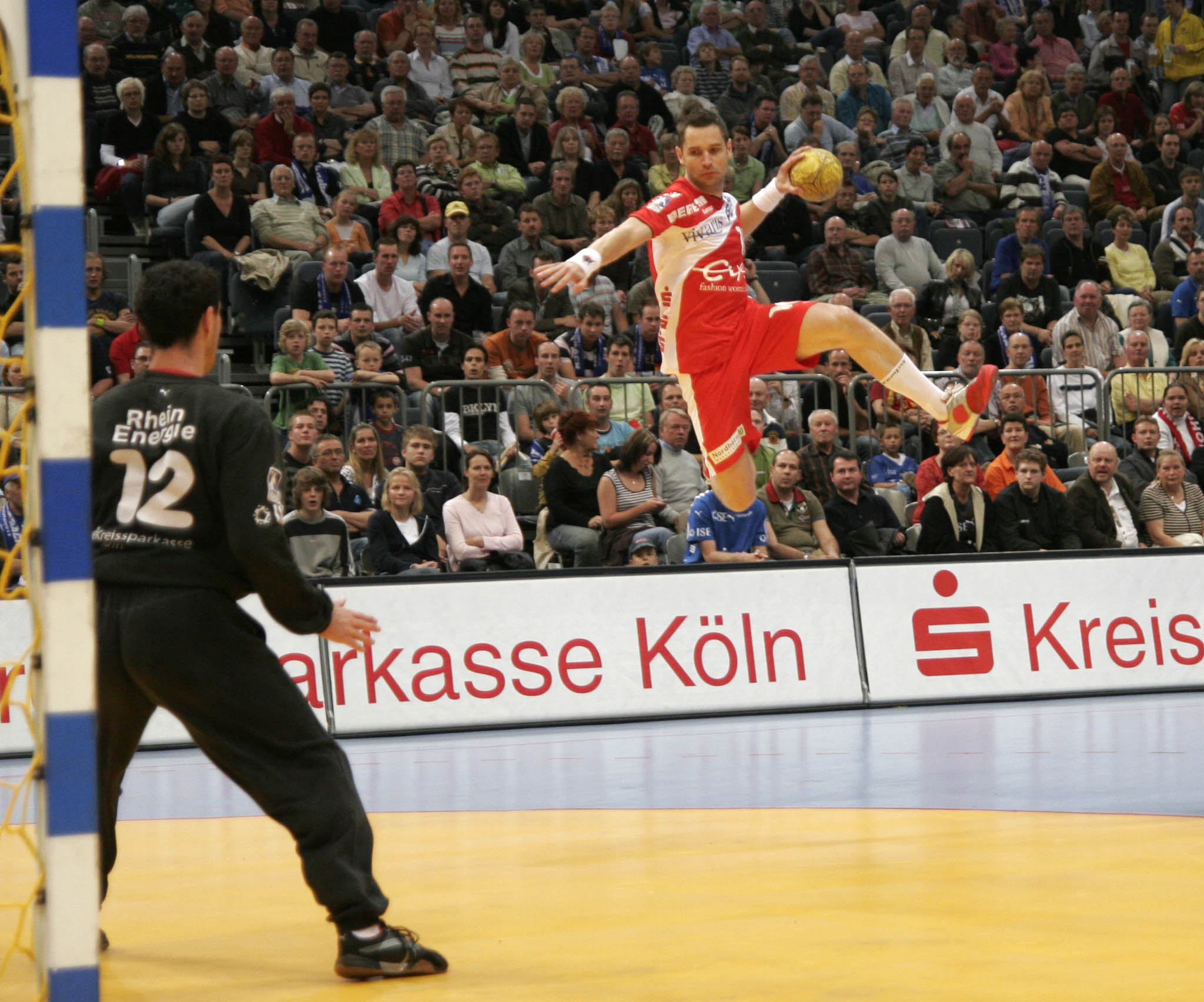
Inhopp av högersexan Jan Filip

Kantspelare är i handboll de två spelare som befinner sig längst ut mot sidlinjen på vardera sida av planen.
I anfallsuppställning kallas kantspelarna kantsexa eller höger- respektive vänstersexa på grund av deras närhet till den heldragna sexmeterslinjen. Sexornas huvudsakliga uppgift är att vara avslutare och deltar till viss del i passningsspelet men inte i samma utsträckning som niometersspelarna. 
I försvarsuppställning kallas kantspelarna höger- respektive vänsterettor. Huvuduppgiften defensivt är att bryta passningar ut mot motståndarnas kantspelare och att förhindra dessas genombrottsförsök. Kantspelarna ska också vara de första att ställa om från defensiv till offensiv vid en kontring.
En god kantspelare är snabb, teknisk och explosiv men då han eller hon inte behöver vara lika kraftigt byggd som en mittsexa eller lång som en niometersspelare, tillhör kantspelarna ofta lagets till växten mindre spelare. Ett noterbart undantag är svenske Jonas Källman som med sina 200 centimeter även utgjorde ett hot på nio meter vilket annars är ganska ovanligt bland kantspelare på elitnivå.
Exempel på svenska kantspelare är Pierre Thorsson, Annika Wiel Hvannberg och Johan Petersson (höger), samt Martin Frändesjö, Matilda Boson och Mathias Franzén (vänster).